# Brzotín
Brzotín (maďarsky Berzéte, 1920–1927 slovensky Brzotýn, Berzetin) je obec na Slovensku v okrese Rožňava. V letech 1976 až 1990 byla obec součástí města Rožňava. Přes obec protéká řeka Slaná. Zachoval se zde románsko-gotický reformovaný kostel z 13. století, římskokatolický kostel z konce 18. století, barokní kaštel z roku 1729 a několik zemanských kurií.
V roce 2021 zde žilo 1 336 obyvatel. První písemná zmínka o obci pochází z roku 1243.